# Michał Grobelny
Michał Grobelny (ur. 29 lipca 1994 w Szczecinie) – polski piosenkarz i muzyk.

## Życiorys
Urodził się i wychowywał w Szczecinie. Ma starszą o 10 lat siostrę. Jest absolwentem Zespołu Państwowych Szkół Muzycznych II st. w Szczecinie na wydziale wokalistyki jazzowej. Gra na fortepianie, gitarze oraz perkusji.
Jest laureatem festiwali piosenki dziecięcej i młodzieżowej, na których udało mu się zdobyć nagrody, łącznie z nagrodami Grand Prix. Fascynuje się beatboxem oraz dubbingiem. Współpracował z artystami, takimi jak Mietek Szcześniak, Ryszard Rynkowski czy Adam Sztaba. Śpiewa w dwóch zespołach: rockowym i jazzowo-popowym.
Brał udział w programach typu talent show: Mam talent (2010) i The Voice of Poland (2013), w którym dotarł do półfinału. Zwyciężył w jednym z odcinków programu Szansa na sukces (2010), wykonując piosenkę Mietka Szcześniaka „O niebo lepiej”. Ponadto wystąpił w dwóch odcinkach specjalnych programu, wielkanocnym (w 2010, wykonał piosenkę „Waterwalker”) i poświęconym Andrzejowi Zausze (w 2011, zaśpiewał piosenkę „C’est la vie – Paryż z pocztówki”).
Regularnie śpiewa w teleturnieju TVP1 Jaka to melodia?.
W 2014 wydał singel „Wszystko jedno”. Jesienią 2015 uczestniczył w czwartej edycji programu rozrywkowego telewizji Polsat Twoja twarz brzmi znajomo. Wygrał pierwszy i szósty odcinek programu, wcielając się w Marylę Rodowicz i Stinga, dzięki czemu dwukrotnie wygrał czek o wartości 10 tys. złotych, które przeznaczył na Zachodniopomorskie Hospicjum dla Dzieci i Dorosłych i Fundacja „Cor Infantis”. Po dziewięciu odcinkach zdobył 212 punktów i zajął szóste miejsce, co uniemożliwiło mu wejście do finału.
W 2016, wraz z Januszem Krucińskim, otrzymał główną rolę Quasimodo w polskiej wersji francuskiego musicalu Notre-Dame de Paris. Premiera spektaklu, którego reżyserem został Gilles Maheu, odbyła się 9 września 2016 roku na deskach Teatru Muzycznego w Gdyni. 17 października, w parze z Jagodą Kret, wziął udział w Wielkim Teście na Prawo Jazdy.
W 2017 zaśpiewał gościnnie w utworze „Szepty” na płycie rapera Kaena pt. Debiut. Od 8 października 2021 gra chłopaka w musicalu Once (reż. Tomasz Dutkiewicz) w Kujawsko-Pomorskim Teatrze Muzycznym w Toruniu.

## Życie prywatne
Był związany z Jagodą Kret, którą poznał na planie programu The Voice of Poland.
Od maja 2025 żonaty z Sylwią Przetak.

## Dyskografia
Single
- 2014: Wszystko jedno